# Straßenbahn Bangor (Maine)
Die Bezirkshauptstadt Bangor im US-Bundesstaat Maine besaß von 1889 bis 1945 einen Straßenbahnbetrieb. Das Netz hatte 1911 eine Gesamtstreckenlänge von 92 Kilometern und reichte von Old Town im Norden bis Hampden im Süden und von Brewer im Osten bis Charleston im Westen. Neben den Überlandlinien war das Stadtgebiet von Bangor auch durch mehrere Stadtlinien erschlossen.

## Geschichte

### Bangor Street Railway
Die Bangor Street Railway Company wurde am 11. Februar 1887 gegründet und wollte eine elektrische Straßenbahn in Bangor bauen. Das Verkehrsmittel hatte sich zu dieser Zeit bereits in einigen Städten in den USA bewährt und aufgrund der steilen Berge in der Stadt kam eine Pferdebahn nicht in Frage. Die Konzession zum Bau und Betrieb der erforderlichen Anlagen wurde am 10. Juni des Jahres erteilt. Sie beinhaltete eine Verpflichtung zur Schneeberäumung auf den befahrenen Straßen, eine Höchstgeschwindigkeit von 6 Meilen pro Stunde (etwa 10 km/h) und ein Verbot des Auf- und Absteigens während der Fahrt für Frauen und Kinder. Am 16. August 1888 begannen die Bauarbeiten für die Strecke, die von der Tin Bridge, der Brücke der Bahnstrecke Cumberland Center–Bangor über die Landstraße nahe der südlichen Stadtgrenze, entlang der Main Street und State Street verlaufen sollte. Östlich der Brücke über den Kenduskeag River schwenkte die Strecke in die Exchange Street, um über die Washington und Oak Street wieder auf die State Street zu gelangen, der sie dann nordwärts bis zur Endstelle an der Pearl Street folgte. Die Verschwenkung war nötig, um die Bangor Union Station, den Hauptbahnhof der Stadt, anzubinden. Eine kurze Zweigstrecke, die ausschließlich dem Güterverkehr und während des Baus der Bahn auch der Anlieferung der Gleise und Fahrzeuge diente, führte bereits ab 1888 (ohne Strom) eingleisig durch die Railroad Street zum alten Bahnhof der Maine Central Railroad. Den Strom bezog die Bahn von der Bangor Electric Light and Power Company. Am 21. Mai 1889 wurde die erste elektrische Straßenbahn Maines mit vier Triebwagen der Newburyport Car Company in Betrieb genommen. Die Strecke war 5,04 Kilometer lang, eingleisig in Normalspur gebaut und verfügte über drei Ausweichen. 
1890 begannen die Arbeiten für eine Erweiterung des Streckennetzes. Am 1. September des Jahres ging zunächst eine Linie in der Nachbarstadt Brewer in Betrieb. Sie begann in der State Street am südlichen Ende der hölzernen Toll Bridge (nahe dem südlichen Brückenkopf der heutigen Brücke) über den Penobscot River und führte durch die Penobscot Street, Center Street, North Main Street und South Main Street in Seitenlage bis zur Stone Street in South Brewer, wo nahe der Endstelle ein kleines Depot gebaut wurde. Eine weitere Neubaustrecke zweigte in Bangor an der Kreuzung Washington Street/Oak Street von der vorhandenen Linie ab und führte durch die Washington Street zum nördlichen Ende der Toll Bridge (ein gutes Stück östlich des heutigen nördlichen Brückenkopfes). Über die leichte gedeckte Holzbrücke selbst durften keine Gleise verlegt werden, die Fahrgäste mussten sie fußläufig überqueren. Die Länge der neuen Strecken betrug 5,63 Kilometer. Am 14. September wurde die Birch-Hill-Linie eröffnet. Sie führte von der Toll Bridge über die vorhandene Strecke durch die Main Street und von dort über eine 2,46 Kilometer lange Neubaustrecke durch die Union Street, Hudson Street und Ohio Street bis zum Mount-Pleasant-Friedhof.
Am 3. Juni 1893 nahm die Bahngesellschaft eine weitere neue Strecke in Betrieb. Sie zweigte von der vorhandenen Strecke am Post Office Square (State Street/Exchange Street) ab und führte über Exchange Street, Harlow Street, Cumberland Street und Center Street bis zur Kreuzung Center Street/Congress Street. Weitere Erweiterungen erfolgten 1895. Eine neue Zweigstrecke entstand von der Union Street durch die Hammond Street bis zur 14. Straße. Die Center-Street-Linie fuhr ab diesem Jahr auf direkterem Weg vom Post Office Square durch die Park Street, der Abschnitt über Cumberland Street und Harlow Street wurde an die Bangor, Orono and Old Town Railway verkauft, deren Überlandstrecke in Bau war. Die Hauptlinie wurde an beiden Enden um ein kurzes Stück verlängert, nämlich in der Main Street bis zur Stadtgrenze und in der State Street bis zur Otis Street. Gleichzeitig wurde der Abschnitt vom Maplewood Park durch die Main Street bis zur Union Station zweigleisig ausgebaut. 1902 verlängerte die Gesellschaft die Center-Street-Linie durch die Center Street bis zur Poplar Street. Eine weitere Erweiterung dieser Linie erfolgte am 13. August 1904 über Poplar Street, Leighton Street, Congress Street, Fountain Street und Jefferson Street zur Center Street, wodurch eine nur entgegen dem Uhrzeigersinn betriebene Ringstrecke entstand.
Ende 1901 wurde in Bangor der erste Omnibusbetrieb eröffnet. Die kurze Straßenbahnzweigstrecke von der Innenstadt Bangors zur Toll Bridge wurde nun nicht mehr linienmäßig befahren, sondern durch eine Buslinie ersetzt, die an der Kreuzung Washington Street/Oak Street endete und über die Toll Bridge bis zur Endstelle der Straßenbahn in Brewer verkehrte. Hierfür wurden eigens zwei mit Akkumotor ausgestattete Busse erworben. Bereits im März 1902 endete mit dem Einsturz eines Teils der Toll Bridge dieser Busverkehr vorerst und musste bis zur Reparatur durch eine Fähre ersetzt werden. Das eingestürzte Segment der Holzbrücke wurde durch eine Stahlkonstruktion ersetzt, jedoch nicht der Rest der Brücke, sodass auf ihr weiterhin keine Straßenbahnen verkehren durften.
Am 30. Juni 1905 fusionierte die Bangor Street Railway mit den übrigen Straßenbahnbetrieben der Stadt und dem Stromversorger Bangor Electric Light and Power Company zur Bangor Railway and Electric Company. 14,595 Kilometer Strecke wurden an den neuen Betrieb übergeben.

### Bangor, Orono and Old Town Railway
Zunächst wurde am 9. März 1889 die Old Town Street Railway Company gegründet. Sie wollte Straßenbahnstrecken in Old Town vom Zentrum der Stadt nach Upper Stillwater und Great Works bauen. Die Gesellschaft erhielt am 27. Februar 1891 auch die Genehmigung für eine Strecke über Milford nach Bradley, die jedoch nie gebaut wurde. Am Tag zuvor wurde die Old Town, Orono and Veazie Railway Company gegründet, die eine Strecke von Old Town über Orono nach Veazie bauen wollte, wo Anschluss an eine Verlängerungsstrecke der Bangor Street Railway hergestellt werden würde. Die Konzession für die gesamte Strecke von Bangor nach Old Town wurde an beide Gesellschaften vergeben, falls eine der beiden aus irgendwelchen Gründen ihren Teil der Strecke nicht bauen konnte. Am 15. Juni 1892 pachtete die Old Town, Orono & Veazie die Old Town Street Railway. Die Gesellschaft wurde 1893 in Bangor, Orono and Old Town Railway Company umbenannt.
Die Bauarbeiten begannen Anfang 1895 und bereits am 17. Juli des Jahres wurde der reguläre Betrieb aufgenommen. Die Strecke begann in Bangor an der Endstelle der Hauptlinie an der Kreuzung State Street/Otis Street, wo sich auch das Depot der neuen Bahn befand. Sie führte durch Veazie, Orono, den Campus der University of Maine und durch Upper Stillwater bis ins Zentrum von Old Town. Die Endstelle befand sich in der Main Street nördlich des Bahnübergangs der Bahnstrecke Old Town–Greenville zwischen Middle Street und Center Street. Zwischen State Street/Otis Street und dem West Market Square (Main Street/Hammond Street) in Bangor benutzten die Bahnen die Strecke der Bangor Street Railway mit. In Orono überquerte die Strecke auf der Landstraße den Stillwater River durch eine gedeckte Brücke. Am 18. Juli 1896 wurde die Strecke durch die Main Street südwärts bis nach Great Works verlängert, wo sich die Endstelle an der Kreuzung Jameson Street befand. Die bereits 1891 erteilte Konzession für eine eigene Strecke ins Zentrum von Bangor wurde erneuert und am 5. Juli 1897 ging die Verlängerung der Strecke durch die Otis Street, Garland Street, Essex Street, Cumberland Street, Harlow Street und Center Street in Betrieb. Den Abschnitt durch die südliche Cumberland Street und Harlow Street hatte die Bangor Street Railway bereits 1893 gebaut und 1895 an die Bangor, Orono & Old Town verkauft. Entlang der Center Street zwischen Harlow Street und West Market Square wurde eine neue Verbindungsstrecke gebaut. 1901 wurde der Bahnübergang über die Bahnstrecke Bangor–Vanceboro in Veazie durch eine Brücke ersetzt.
Bei Übernahme des Betriebs durch die Bangor Railway & Electric 1905 belief sich die Streckenlänge auf 28,3 Kilometer.

### Bangor, Hampden and Winterport Railway
Um die Orte Hampden, Winterport, Frankfort und Prospect an das Straßenbahnnetz von Bangor anzuschließen und elektrisches Licht in diesen Orten bereitzustellen, wurde am 29. März 1893 die Hampden and Winterport Electric Railway and Light Company gegründet. Im Herbst 1896 begannen die Bauarbeiten für die Strecke. Die Bangor Street Railway hatte ihre Hauptstrecke inzwischen bis zur Stadtgrenze von Hampden verlängert und mit dieser Gesellschaft ein Mitbenutzungsrecht für beide Gesellschaften für die Strecke von der Innenstadt Bangors bis Hampden vereinbart. Am 11. Dezember 1896 ging der erste Abschnitt von der Stadtgrenze bis Stearns Mill in Hampden in Betrieb. Fahrzeuge und -personal wurden durch die Bangor Street Railway gestellt, weshalb die Gesellschaft keinen eigenen Betriebshof besaß. Die Wagen fuhren von Hampden über die Gleise der Bangor Street Railway bis zum West Market Square in der Innenstadt. Neben der Anbindung des Vorortes Hampden erschloss die Linie auch den bahneigenen Riverside Park am Penobscot River, der am 15. Juni 1898 eröffnet wurde und bis zu seiner Schließung 1916 ein beliebtes Ausflugsziel war. Die Strecke hatte mehrere Güteranschlüsse und an der Stadtgrenze nahe der Tin Bridge auch eine Gleisverbindung zur Maine Central Railroad. 
Am 2. Februar 1897 wurde die Gesellschaft in Bangor, Hampden and Winterport Railway Company umbenannt. Am 27. März 1897 erhielt sie die Genehmigung für den Bau weiterer Strecken, die Newburgh, Dixmont, Monroe, Herman, Levant, Stetson und Exeter erschließen sollten. Der Weiterbau nach Prospect sowie der Bau dieser Strecken unterblieb jedoch. Lediglich die Verlängerung nach Hampden Lower Corner wurde am 8. November 1897 eröffnet. Entlang dieser Strecke baute die Gesellschaft eine eigene gedeckte Brücke über den Sourdabscook Stream. Die Gesellschaft beschaffte 1898 nun doch eigene Fahrzeuge und führte den Betrieb selbst, jedoch benutzte sie den Betriebshof der Bangor Street Railway mit. 1905 übergab die Gesellschaft 7,27 Kilometer Strecke an die Bangor Railway & Electric.

### Bangor and Northern Railroad
Bereits 1891 planten ortsansässige Unternehmer aus East Corinth, ihre Stadt mit Bangor durch eine Überlandstraßenbahn zu verbinden. Nachdem auch die Städte Kenduskeag und Charleston in das Projekt eingestiegen waren, wurde am 31. Dezember 1896 die Penobscot Central Railway Company gegründet. Neben der Hauptstrecke von der Stadtgrenze Bangors, wohin die Bangor Street Railway eine anschließende Strecke bauen sollte, über Glenburn, Kenduskeag und East Corinth nach Charleston war auch eine Zweigstrecke von Kenduskeag über Exeter nach Garland geplant. Gebaut wurde letztlich nur die Strecke nach Charleston. 1897 wurde die Konzession erweitert, sodass die Bahngesellschaft selbst im Stadtgebiet von Bangor eine Strecke von der Stadtgrenze zur Werft an der Front Street bauen durfte und somit nicht auf die Mitarbeit der Bangor Street Railway angewiesen war. 
Am 3. August 1897 wurde in Bangor der erste Abschnitt von der Werft durch die Front Street und Broad Street bis zur zentralen Umsteigestation am West Market Square eröffnet. Am West Market Square wurde nur eine Gleisverbindung zur Bangor, Orono & Old Town in die Central Street eingebaut. An diese Gesellschaft verpachtete man die Strecke, da sie mit dieser Verbindung den Güterverkehr auf ihrer Strecke nach Old Town aufnehmen konnte. An der Werft wurde auch eine Gleisverbindung zur Eisenbahn hergestellt. Im Frühjahr 1898 begannen auch die Bauarbeiten für die Strecke in Richtung Charleston. Die Neubaustrecke führte von der Harlow Street in Bangor, wo ebenfalls eine Verbindung zur Bangor, Orono & Old Town hergestellt wurde, durch das Skyway Valley, über die Kenduskeag Avenue und den Broadway bis nach Kenduskeag. Von hier verlief die Strecke durch die Spears Avenue bis East Corinth. Um die Strecke kostengünstig bauen zu können, nahm man Steigungen bis 10 % und enge Kurven in Kauf. Die 33 Kilometer lange Überlandstrecke wurde am 8. Juni 1899 mit einem benzingetriebenen Triebwagen und einem von der Bangor Street Railway gekauften Beiwagen eröffnet. Eine Oberleitung wurde zunächst nicht gebaut. Das Depot befand sich an der Endstelle in East Corinth. 1900 wurde in North Bangor nahe der Six Mile Falls ein zweites kleineres Depot eröffnet, der Betrieb jedoch für die nun doch geplante Elektrifizierung vorerst eingestellt. In Glenburn entstand eine Verbindung zur Bahnstrecke South Lagrange–Searsport der Bangor and Aroostook Railroad. Am 1. Mai 1901 ging die Bahn wieder in Betrieb, diesmal mit Oberleitung und zwei elektrischen Triebwagen. Der erste Fahrplan sah nur vier Fahrten pro Werktag und Richtung, sonntags sechs Fahrten, vor. Die Haupteinnahmequelle sollte wie zu Zeiten der Benzinstraßenbahn der Güterverkehr bleiben, Personenzüge hatten jedoch betriebstechnisch Vorfahrt. Am 5. August 1902 wurde die Strecke bis Charleston fertiggestellt. Haupttransportgut dieser Bahn waren neben Fahrgästen Kartoffeln, die in den Orten entlang der Strecke angebaut und nach Bangor verbracht wurden. Am 1. November 1904 wurde die Gesellschaft in Penobscot Central Railroad Company und bereits am 15. März 1905 in Bangor and Northern Railroad Company umgegründet. Am 31. Januar 1906 fusionierte die Bangor Railway & Electric mit der Bahn und übernahm 42,25 Kilometer Strecke.

### Bangor Railway and Electric Company
Die Bangor Railway and Electric Company wurde am 16. Februar 1905 gegründet, um die in finanzielle Schwierigkeiten geratenen Straßenbahngesellschaften zu übernehmen. Am 1. April des Jahres gingen die Bangor Street Railway, die Bangor, Hampden and Winterport Railway, die Bangor, Orono and Oldtown Railway sowie die Oldtown Electric Company und die Public Works Company in den Besitz der neuen Gesellschaft über. Die Fusion dieser Betriebe erfolgte am 30. Juni. Am 29. Juli 1905 erwarb sie auch die Mehrheit an der Bangor&Northern, mit der sie zum 1. Februar 1906 fusionierte. Die Gesellschaft kontrollierte damit nicht nur das gesamte Straßenbahnnetz der Stadt, sondern auch die Stromversorgung von Bangor, Brewer, Hampden, Veazie, Orono und Old Town und die Wasserversorgung von Veazie, Brewer und Old Town. Weiterhin gehörten der Gesellschaft Anteile an Strom- und Wasserversorgern in Bar Harbor und Ellsworth. Mit der Übernahme wurden die Bahnen nach Old Town über die State Street geleitet und die Strecke durch die Garland Street und Cumberland Street als Ringlinie durch die bisher an der State Street/Otis Street endenden Linie bedient. Der zentrale Umsteigepunkt wurde zum Post Office Square (State Street/Exchange Street) verlegt.
Am 15. Juni 1906 wurde auf der Strecke nach Charleston ein neuer Fahrplan mit einem Stundentakt nach Kenduskeag und nun sieben täglichen Zugpaaren bis Charleston eingeführt. Zusätzliche Fahrten wurden im Anschluss an Züge in North Bangor durchgeführt, da zu dieser Zeit der Bangor and Aroostook Railroad die Mitbenutzung der Maine Central Railroad nach Bangor verwehrt wurde. Fahrgäste dieser Bahn mussten in North Bangor in die Straßenbahn umsteigen, um in die Innenstadt zu gelangen. Im gleichen Jahr ersetzte die Gesellschaft ihren wichtigsten Betriebshof in der Main Street durch einen Neubau aus Stahlbeton an gleicher Stelle. Eine Eastern Traction Company plante 1906 eine Überlandstraßenbahn von Bangor über Exeter nach Dexter, die jedoch über das Projektstadium nie hinauskam. 1907 baute man die Hauptlinie von der Tin Bridge bis zur State Street/Otis Street und den Abzweig durch die Union Street bis zur Hammond Street zweigleisig aus. Von Oktober 1907 bis März 1908 war der Straßenbahnverkehr nach Old Town unterbrochen, da die Holzbrücke über den Stillwater River in Orono erneuert werden musste.
1908 ging die erste Neubaustrecke seit der Fusion in Betrieb. Die Strecke durch die Hammond Street wurde von ihrer bisherigen Endstelle an der 14. Straße bis zur 17. Straße verlängert. Einem Großbrand in der Innenstadt am 30. April 1911 fielen auch die Hauptverwaltung der Gesellschaft sowie ein Unterwerk an der Park Street zum Opfer. Am 8. November 1913 verlängerte man außerdem die Strecke nach Hampden bis zum Dorothea Dix Park. Schließlich konnte am 28. September 1914 die Strecke in Brewer mit dem übrigen Netz verbunden werden, als die alte teilweise aus Holz gebaute Toll Bridge durch einen Neubau aus Stahl ersetzt wurde. Im gleichen Jahr wurde das gesamte Netz mit automatischen Blocksignalen für eingleisige Abschnitte ausgestattet.
Folgendes Liniennetz wurde Ende 1914 befahren:
- Hammond Street–Post Office Square–Center Street
- Tin Bridge–Post Office Square–Garland Street–State Street–Union Station–Post Office Square–Otis Street
- Post Office Square (Ring)–Tin Bridge–Hampden
- Post Office Square (Ring)–Kenduskeag–East Corinth–Charleston
- Post Office Square (Ring)–Union Station–Brewer–South Brewer
- Post Office Square (Ring)–State Street–Orono–Old Town–Great Works

Am 24. Juni 1918 wurde auf der Linie nach Old Town der Güter- und Stückgutverkehr aufgenommen und zu diesem Zweck eine Gleisverbindung zur Eisenbahn in Veazie gebaut. Die letzte Neubaustrecke verband ab 1922 die Endstellen der Linien auf der Hammond Street und der Ohio Street über damals unbebautes Gelände entlang der Westland Avenue. Die entstehende Ringlinie wurde in beide Richtungen befahren und mit der ebenfalls in beide Richtungen befahrenen Garland/State-Ringlinie durchgebunden. Die Linie von der Center Street verkehrte nun zur Tin Bridge. Vom 6. April bis 25. Dezember 1920 war der Verkehr nach Charleston unterbrochen, als die Six Mile Falls Bridge in den überschwemmenden Kenduskeag Stream stürzte.
Die Gesellschaft wurde am 9. Juni 1924 in Bangor Hydro-Electric Company (BHEC) umgegründet, da das Fahrgeschäft inzwischen nur noch einen kleinen Teil der Einnahmen ausmachte. Offiziell nahm die neue Gesellschaft erst am 1. März 1925 den Betrieb der Straßenbahn auf. 1926 legte die Maine Central Railroad den Güterabzweig in Veazie still, zu dem die Gleisverbindung bestand. Die BHEC baute daraufhin einen eigenen Gleisanschluss zu einem nahen Steinbruch, um den bisher von der Eisenbahn angelieferten Schotter für die Gleise zu gewinnen. Noch 1930 wurde ein Güteranschluss nahe der Tin Bridge zur Fabrik der Hughes Brothers Company gebaut.
Am 30. April 1931 wurde die Überlandstrecke nach Charleston stillgelegt, nachdem das Güteraufkommen stark zurückgegangen war. Der Personenverkehr auf dieser Strecke reichte nicht, um sie zu erhalten. Ein privates Busunternehmen übernahm die Verkehrsaufgaben und auch die Postbeförderung, die bisher der Straßenbahn oblag. Ende 1939 musste die Linie nach Hampden um etwa eine halbe Meile (ca. 800 Meter) gekürzt werden, da die Landstraße verbreitert wurde. Im gleichen Jahr stellte man auch der Verkehr auf der erst 1922 eröffneten Verbindung entlang der Westland Avenue ein, da sie einer Vergrößerung des Militärflugplatzes (Dow Air Field) im Weg war. Die Hammond-Street-Linie und die Ohio-Street-Linie endeten nun beide an der jeweiligen Ecke zur Westland Avenue. Am 27. Juli 1940 wurde die gesamte Hampden-Linie stillgelegt, als weitere Teile der Landstraße verbreitert werden sollten. Dem gleichen Grund fielen am 29. März 1941 die Linien nach Brewer und Old Town zum Opfer. Nur noch die Stadtlinien zur Garland Street, Ohio Street, Hammond Street, Tin Bridge und Center Street waren nun noch in Betrieb. Am 1. Oktober 1942 übernahm das Busunternehmen Penobscot Transportation Company die Straßenbahn. Die für Ende 1943 geplante Gesamtstilllegung des Netzes wurde durch den Kriegseintritt der USA verhindert. Erst nach Ende des Krieges wurde der Plan verwirklicht und am 31. Dezember 1945 endete der Straßenbahnbetrieb in Bangor. Auf allen stillgelegten Linien verkehrten nun Busse der Penobscot Transportation Company. Die BHEC existiert noch heute und versorgt die Region Bangor mit Strom.

### Zukunftsplanungen
Im Januar 2001 beantragte die Stadt Bangor bei der Bundesautobahnbehörde finanzielle Unterstützung für ein neues Straßenbahnnetz. Ins Auge gefasst wurde dabei eine Anbindung des Flughafens, des Bass Park, des Riverfront Conference Center, der Innenstadt, des Busbahnhofs am Pickering Square, des Eastern Maine Medical Centers (Krankenhaus), der Bangor Mall (Einkaufszentrum), des Universitätscampus in Orono, des geplanten Amtrak-Bahnhofs am Abzweig der Bahnstrecke Bangor–Bucksport, des geplanten Terminals für Hochgeschwindigkeitsfähren am Penobscot River sowie des geplanten Park+Ride-Platzes am Autobahnkreuz der Interstates 95 und 395.

## Betriebshöfe
Main Street (1889–1945)
Der wichtigste Betriebshof des Netzes befand sich auf der Ostseite der Main Street, zwischen der Dillingham Street und der heutigen Autobahnauffahrt auf die Interstate 395. Es war der erste Betriebshof des Netzes und sollte auch der letzte werden. Das Gelände hatte die Bangor Street Railway von der Katahdin Ice Company erworben. Anfangs hatte das aus Holz errichtete Depot nur ein Zufahrtsgleis. Im Inneren der Halle beförderte eine Schiebebühne die Wagen von und zu den übrigen vier Aufstellgleisen. Schon bald nach der 1889 erfolgten Eröffnung wurde die Außenwand an der Einfahrtseite jedoch aufgebrochen und alle Hallengleise erhielten eine direkte Zufahrt. Neben den Abstellgleisen verfügte das Depot auch über Wartungseinrichtungen für den Wagenpark, größere Reparaturen wurden jedoch durch die Union Iron Works in Bangor durchgeführt.
1906 wurde an gleicher Stelle ein wesentlich größerer Neubau aus Stahlbeton eröffnet. Die Halle verfügte über 12 Gleise und beinhaltete auch die neue Hauptwerkstätte der Bahn. Wie schon beim Vorgängerbau mündeten alle Gleise in das Streckengleis in Richtung Stadtzentrum. Der Betriebshof blieb bis zur Stilllegung der Straßenbahn Bangor am 31. Dezember 1945 in Betrieb. Noch heute gehört das Gelände der Bangor Hydro-Electric Company.
South Brewer (1890–1941)
Nahe der Endstelle der Brewer-Linie wurde mit deren Eröffnung 1890 an der Westseite der South Main Street ein kleines eingleisiges Depot mit Gleisanschluss in Richtung Norden errichtet. Da die Strecke zunächst keine Gleisverbindung zum übrigen Netz hatte, wurde sie als eigener Betriebsteil mit einem eigenen Fuhrpark von zwei Triebwagen betrieben. An den Seitenwänden der Fahrzeuge wurde daher der Schriftzug „Brewer & So. Brewer“ angebracht, wo sonst der Name der Gesellschaft stand. Das Depot wurde 1941 mit der Brewer-Linie stillgelegt.
State Street (1895–1941)
An der Südseite der State Street, östlich der Otis Street, befand sich ein kleines Depot mit zwei Gleisen, das in Richtung Stadtzentrum an die in diesem Bereich eingleisige Strecke angeschlossen war. Es war anfangs das Hauptdepot der 1895 eröffneten Bangor, Orono and Old Town Railway, und wurde auch nach deren Übernahme hauptsächlich für die Wagen der Linie nach Old Town verwendet. Das Depot wurde zusammen mit der Linie nach Old Town am 29. März 1941 geschlossen. Das Gebäude wurde später abgerissen und das Grundstück gehört heute zum Eastern Maine Medical Center.
Old Town (1895–1903)
Am Krankenhaus in der Stillwater Avenue wurde ebenfalls 1895 durch die Bangor, Orono & Old Town eine eingleisige Abstellhalle eröffnet, die normalerweise nur einen Triebwagen über Nacht beherbergte, der früh von Old Town aus eingesetzt wurde. Das Hallengleis war in Richtung Old Town an das Streckengleis angeschlossen. 1903 wurde das Depot durch Brandstiftung zusammen mit dem darin befindlichen Triebwagen zerstört und danach nicht wieder aufgebaut. Das Grundstück wurde jedoch erst 1920 an privat verkauft.
East Corinth (1899–1931)
An der vorläufigen Endstelle der Penobscot Central Railway in East Corinth wurde das eingleisige Depot der Bahn und eine mehrgleisige Güterstation gebaut. Das nur in Richtung Bangor angeschlossene Depot wurde bis zur Stilllegung der Linie nach Charleston 1931 genutzt.
Six Mile Falls (1901–1931)
Das zweite Depot an der Strecke nach Charleston entstand 1900 östlich der Brücke über den Kenduskeag Stream und wurde mit Wiedereröffnung der Straßenbahn 1901 in Betrieb genommen. Die Wagenhalle hatte zwei Gleise, von denen jeweils eines in Richtung Bangor und in Richtung Charleston an das Streckengleis angeschlossen war. Auch dieses Depot war bis 1931 in Betrieb.

## Betriebsablauf
Bei Eröffnung der ersten Linie entlang der Main und State Street wurde ein 20-Minuten-Takt eingeführt. Die Fahrzeit auf der Strecke von der Tin Bridge bis zur State Street betrug 30 Minuten, sodass drei Fahrzeuge ausreichten, um den Betrieb zu gewährleisten. Pausenzeiten an den Endstellen gab es nicht, das Personal wechselte in regelmäßigen Abständen am Betriebshof. Aufgrund dieser Regelung wurde bei – meist wetterbedingten – Verspätungen ein 30-Minuten-Takt hergestellt, bis die Fahrzeiten wieder eingehalten werden konnten. Auch die übrigen Stadtlinien wurden anfangs im 20-Minuten-Takt bedient. Die Linie in Brewer verkehrte anfangs stündlich, erst mit Eröffnung der Brücke 1914 und dem gleichzeitigen zweigleisigen Ausbau der Strecke wurde auch hier der 20-Minuten-Verkehr eingeführt. Die Überlandlinien verkehrten alle 30 Minuten nach Old Town, stündlich nach Hampden (mit zusätzlichen Fahrten zum Riverside Park an Sommerwochenenden) und (ab 1906) nach North Bangor. Der Abschnitt von North Bangor nach Charleston wurde etwa alle zwei Stunden bedient, hier überwog der Güterverkehr.
In der Anfangszeit der Straßenbahn mussten die Schaffner auf Umsteigefahrkarten nicht nur Datum, Uhrzeit und Fahrziel markieren, sondern auch Geschlecht, Alter (unter 40, etwa 40 und über 40) sowie bei Männern die Art des Bartwuchses (mit fünf verschiedenen Typen) und bei Frauen ob sie einen Hut tragen oder eine Steckfrisur. Dies sollte verhindern, dass Fahrkarten an andere Personen weitergegeben wurden. Sowohl Schaffner als auch Fahrgäste fanden daran keinen Gefallen und schon bald wurden konventionelle Fahrkarten eingeführt.
Später wurde der Takt auf den Linien zur Ohio Street, Hammond Street, Center Street, State Street, Garland Street und Tin Bridge auf 15 Minuten und auf der Hampden-Linie auf 30 bis 45 Minuten verdichtet. Im Gegensatz zu anderen Betrieben dünnte die Straßenbahn Bangor den Fahrplan in den 1920er Jahren nicht aus, sondern verdichtete ihn noch 1939 im Berufsverkehr und Nachtverkehr auf den Stadtlinien und ganztags auf einen 30-Minuten-Takt nach Hampden. Dieser Fahrplan war bis zur Stilllegung 1945 gültig.
Nach den Dienstvorschriften hielten die Bahnen nur an festen Haltestellen. Die Haltestellendichte war jedoch bemerkenswert hoch, an jeder Straßenkreuzung und an zusätzlichen markanten Orten, entlang von Landstraßen an nahezu jeder Grundstückseinfahrt, durfte angehalten werden. 1914 bestanden beispielsweise allein auf der Fahrtstrecke von der Endstelle Hammond Street/Norway Road bis zum West Market Square (2,83 km) 23 Zwischenstationen. Die Linie nach Old Town hatte 153 Haltestellen. Die Haltestellen waren eingeteilt in Bedarfshalte, wo nur auf Zuruf angehalten wurde, sogenannte „Know Nothing Stops“ (Nichts-wissen-Haltestellen), wo immer angehalten werden musste, und Umsteigepunkte, wo ebenfalls immer gehalten und zusätzlich auf Bahnen anderer Linien gewartet wurde.